# L’Hermitage-Lorge
L’Hermitage-Lorge (bretonisch: Peniti-Koedrac’h) ist eine Ortschaft und eine ehemalige französische Gemeinde mit 693 Einwohnern (Stand 1. Januar 2022) im Département Côtes-d’Armor in der Region Bretagne. Sie gehörte zum Arrondissement Saint-Brieuc.
Sie wurde mit Wirkung vom 1. Januar 2016 mit der früheren Gemeinde Plœuc-sur-Lié zu einer Commune nouvelle mit dem Namen Plœuc-L’Hermitage zusammengelegt und hat in der neuen Gemeinde den Status einer Commune déléguée inne.

## Geographie
Umgeben wird L’Hermitage-Lorge von den Ortes Plaintel im Norden, Plénée-Jugon im Osten, Uzel im Süden und Corlay im Westen.

## Bevölkerungsentwicklung
| 1962 | 1968 | 1975 | 1982 | 1990 | 1999 | 2008 | 2013 |
| 657  | 691  | 649  | 631  | 630  | 652  | 754  | 756  |

## Baudenkmäler
Siehe: Liste der Monuments historiques in Plœuc-L’Hermitage